# Mariamne (Tochter des Simon Boethos)
Mariamne (II; * um 43 v. Chr. in Alexandria; † nach 4 v. Chr.), die Tochter des Simon Boethos, war eine Ehefrau des jüdischen Königs Herodes des Großen und die Großmutter der Salome. Sie galt als die „schönste Frau der damaligen Zeit“, stammte aus einfachen Verhältnissen.

## Herkunft
Wie der jüdische Geschichtsschreiber Flavius Josephus mitteilt, gehörte die Familie Mariamnes zu den in Alexandria in Ägypten ansässigen Juden. Ihr Vater Simon Boethos lebte jedoch um 23 v. Chr. als ein angesehener Priester in Jerusalem.

## Ehe mit Herodes dem Großen
Mariamne, die Tochter des Simon Boethos, muss von außergewöhnlicher Schönheit gewesen sein, denn sie galt – wie Josephus schreibt – „für die schönste Frau der damaligen Zeit“. Das Zustandekommen ihrer Beziehung zu König Herodes beschreibt Josephus wie folgt: „Da sie nun aus diesem Grunde zu Jerusalem der Gegenstand allgemeinen Gesprächs wurde, hörte auch Herodes von ihr und geriet in Entzücken, als er sie in ihrer blühenden Schönheit sah. Doch wollte er sie nicht mit Gewalt seinen Lüsten dienstbar machen, da er befürchtete, es möchte ihm übelgenommen werden, wenn er mit tyrannischer Willkür zu Werke ginge. Er hielt es daher für geratener, sie zur Ehe zu nehmen.“
Da der Vater Mariamnes jedoch nur ein schlichter Priester war, wäre eine Verbindung mit dem Königshaus nicht standesgemäß gewesen. Herodes löste dieses Problem dadurch, dass er den bisherigen Hohepriester Jesus, den Sohn des Phabes (auch Jesus ben Phiabi genannt), aus seinem Amt entließ und dafür Simon Boethos, den Vater Mariamnes, 23 v. Chr. zum Hohepriester am Tempel von Jerusalem ernannte. Damit stand einer standesgemäßen Heirat des Königs mit Mariamne nichts mehr im Weg.

## Nachkommen
Aus der Ehe von Mariamne und Herodes ging (um 22 v. Chr.) der Sohn Herodes Philippos I. (auch Herodes Boethos genannt) hervor, der durch seine spätere Ehe mit Herodias zum Vater der Salome wurde. Salome, die Enkelin der Mariamne (II), ist bekannt durch die Legende um ihre Beteiligung an der Enthauptung Johannes des Täufers. Mariamnes Sohn Herodes Boethos war ein Halbbruder der Prinzen Aristobulos und Alexander, die aus der Ehe Herodes des Großen mit der Hasmonäerin Mariamne I. stammten.
Herodes der Große hat den Sohn seiner siebten Ehefrau Mariamne offenbar geschätzt. Denn nach der Hinrichtung von dessen beiden Halbbrüdern Aristobulos und Alexander wegen angeblicher Umsturzpläne im Jahr 7 v. Chr. setzte er den zu dieser Zeit etwa 15-jährigen Herodes Boethos in seinem Testament an die zweite Stelle, unmittelbar hinter seinen ältesten Sohn Antipater (aus der Ehe mit der ersten Gattin Doris).

## Verwicklung in Intrigen
Als 5 v. Chr. die Umsturzpläne Antipaters gegen Herodes den Großen aufgedeckt wurden und dieser dadurch für den König als Erbe nicht mehr in Frage kam, rückte Herodes Boethos sogar auf die erste Stelle in der Nachfolge vor. Jedoch nur kurze Zeit: Bei den verschiedenen hochnotpeinlichen Verhören, denen zahlreiche Personen am Königshof unterworfen wurden, wurde entdeckt, dass Mariamne (II), die Mutter des Herodes Boethos, zwar an dem geplanten Giftanschlag auf den König nicht beteiligt gewesen war, aber von ihm Kenntnis erhalten und dies verschwiegen hatte. Dieses Verhalten Mariamnes deutet darauf hin, dass sich ihr Verhältnis zu dem charakterlich schwierigen König, der nach orientalischer Art einen Harem von mehreren (acht bis zehn) Frauen um sich versammelt hatte, in den zurückliegenden Jahren beträchtlich abgekühlt haben musste. König Herodes verbannte Mariamne zur Strafe von seinem Hof, enterbte ihren Sohn Herodes Boethos und setzte ihren Vater Simon Boethos als Hohenpriester ab. Durch ihre mangelnde Solidarität mit Herodes dem Großen hatte Mariamne (II) ihren Sohn damit um die Chance gebracht, dessen Nachfolge als König anzutreten.

## Lebensende
Herodes der Große starb wenig später (4 v. Chr.). Über das weitere Leben Mariamnes und ihr späteres Ableben übermitteln die Quellen keine Angaben. Dies deutet darauf hin, dass sie ihr Leben ruhig als Witwe im Kreis ihrer Familie, die einflussreich blieb und aus der auch weiterhin Hohepriester berufen wurden, beschließen konnte.